# Kauai megye
Kauai megye az Amerikai Egyesült Államokban, azon belül Hawaii államban található. Megyeszékhelye Lihue, legnagyobb városa Kapaa. Lakosainak száma 73 298 fő (2020. április 1.). Kauai megye Honolulu megyével határos.

## Népesség
A megye népességének változása:
| Lakosok száma | 67 206 | 67 731 | 68 395 | 69 512 | 71 735 | 73 298 |
|               | 2010   | 2011   | 2012   | 2013   | 2015   | 2020   |